# Satyrus gavina
Satyrus gavina är en fjärilsart som beskrevs av Hans Fruhstorfer 1909. Satyrus gavina ingår i släktet Satyrus och familjen praktfjärilar. Inga underarter finns listade.